# Florian Fuchs
Florian Fuchs (født 10. november 1991 i Hamborg) er en tysk hockeyspiller, der har deltaget i tre olympiske lege. 
Fuchs indledte sin seniorkarriere for Uhlenhorster HC i Hamborg. Han debuterede på det tyske landshold i 2009, og han deltog første gang for Tyskland ved OL 2012 i London. Han spillede alle kampe for Tyskland ved disse lege, hvor holdet blev nummer to i sin indledende pulje efter Holland. De vandt derpå semifinalen over Australien 4-2 og fik derved revanche for nederlaget i VM-finalen 2010. I finalen besejrede de Holland 2-1 og sikrede sig dermed guldet foran Holland, mens Australien vandt bronzekampen. Fuchs scorede seks mål i turneringen.
Han deltog også i OL 2016 i Rio de Janeiro, og her vandt Tyskland sin indledende pulje, hvorpå de vandt kvartfinalen 3-2 over New Zealand, inden de i semifinalen tabte 2-5 til Argentina, der senere vandt finalen over Belgien. I kampen om tredjepladsen vandt Tyskland over Holland efter straffeslag. I denne turnering spillede Fuchs igen alle kampe og scorede to mål.
Efter OL 2016 skiftede han til HC Bloemendaal.
Fuchs var med ved sit tredje OL i 2021 (udsat fra 2020) i Tokyo, og her blev Tyskland nummer to i sin indledende pulje, hvorpå de besejrede OL-mestrene fra 2016, Argentina, med 3-1 i kvartfinalen. I semifinalen tabte de 1-3 til Australien, der efterfølgende tabte finalen til Belgien, og i kampen om tredjepladsen tabte Tyskland 4-5 til Indien og blev dermed nummer fire. Også denne gang spillede han alle kampe, og han scorede tre mål, alle i kampen i indledende runde mod Storbritannien.
Han har til og med OL i 2021 spillet 239 landskampe og scoret 116 mål.